# Nucleo di Dirichlet
In analisi matematica, il nucleo di Dirichlet  è la famiglia di polinomi trigonometrici definita da
{\displaystyle D_{n}(x)=\sum _{k=-n}^{n}e^{ikx}=1+2\sum _{k=1}^{n}\cos(kx)={\frac {\sin \left(\left(n+1/2\right)x\right)}{\sin(x/2)}}.}
È così chiamata in onore di Peter Gustav Lejeune Dirichlet.

Grafico dei primi 35 termini del nucleo. Si può notare la convergenza alla distribuzione delta di Dirac.

## Criterio di convergenza per serie di Fourier
Il nucleo di Dirichlet trova ampia applicazione nella teoria delle serie di Fourier. La convoluzione di Dn(x) con qualsiasi funzione ƒ di periodo {\displaystyle 2\pi } è pari all' approssimazione in serie di Fourier di ƒ troncata all' n-esimo termine, cioè si ha
{\displaystyle (D_{n}*f)(x)={\frac {1}{2\pi }}\int _{-\pi }^{\pi }f(y)D_{n}(x-y)\,dy=\sum _{k=-n}^{n}{\hat {f}}(k)e^{ikx},}
dove
{\displaystyle {\widehat {f}}(k)={\frac {1}{2\pi }}\int _{-\pi }^{\pi }f(x)e^{-ikx}\,dx}
è il k-esimo coefficiente di Fourier di ƒ.
Questo fatto può essere utile nello studio della convergenza puntuale dello sviluppo di Fourier di una funzione periodica. Infatti posto {\displaystyle S_{n}(x)=\sum _{k=-n}^{n}{\hat {f}}(k)e^{ikx}} si ha, usando il risultato precedente,
{\displaystyle S_{n}(x)={\frac {1}{2\pi }}\int _{-\pi }^{\pi }f(y+x){\frac {\sin \left(\left(n+1/2\right)y\right)}{\sin(y/2)}}\,dy.}
Tale espressione vale in particolare anche per la funzione costante {\displaystyle f(x)=1} per la quale tutti i coefficienti della serie di Fourier sono nulli tranne quello per cui {\displaystyle k=0} che vale {\displaystyle 1}. Si vede quindi che per tale funzione costante vale
{\displaystyle S_{n}(x)=1={\frac {1}{2\pi }}\int _{-\pi }^{\pi }{\frac {\sin \left(\left(n+1/2\right)y\right)}{\sin(y/2)}}\,dy.}
(Ciò è facilmente verificabile anche integrando termine a termine la serie trigonometrica che definisce il nucleo di Diriclet).
Se ora vogliamo verificare le condizioni per cui la serie di Fourier di f  converga puntualmente in un punto  {\displaystyle x} dobbiamo studiare il comportamento del resto  n-esimo
{\displaystyle |S_{n}(x)-f(x)|={\frac {1}{2\pi }}{\biggl \vert }\int _{-\pi }^{\pi }f(y+x){\frac {\sin \left(\left(n+1/2\right)y\right)}{\sin(y/2)}}\,dy-f(x){\frac {\sin \left(\left(n+1/2\right)y\right)}{\sin(y/2)}}\,dy{\biggl \vert },}
ossia
{\displaystyle \vert S_{n}(x)-f(x)\vert ={\frac {1}{2\pi }}{\biggl \vert }\int _{-\pi }^{\pi }(f(y+x)-f(x)){\frac {\sin \left(\left(n+1/2\right)y\right)}{\sin(y/2)}}\,dy{\biggl \vert }.}
Grazie al lemma di Riemann-Lebesgue sappiamo che una condizione sufficiente affinché il resto n-esimo si annulli per {\displaystyle n\rightarrow \infty } è che  {\displaystyle {\frac {f(x+y)-f(y)}{\sin({\frac {y}{2}})}}} sia integrabile in  {\displaystyle [-\pi ,+\pi ]}. A partire da questo risultato si può dimostrare facilmente la condizione di convergenza del Dini per le serie di Fourier.

## Relazione con la delta di Dirac
Si può definire la distribuzione delta di Dirac periodica in modo tale che si abbia
{\displaystyle f*(2\pi \delta )=f}
per ogni funzione ƒ di periodo {\displaystyle 2\pi }. La rappresentazione in serie di Fourier di questa funzione generalizzata è
{\displaystyle 2\pi \delta (x)\sim \sum _{k=-\infty }^{\infty }e^{ikx}=\left(1+2\sum _{k=1}^{\infty }\cos(kx)\right).}
Per cui il nucleo di Dirichlet può essere visto come un'approssimazione di tale distribuzione.

## Dimostrazione dell'identità trigonometrica
L'identità trigonometrica
{\displaystyle \sum _{k=-n}^{n}e^{ikx}={\frac {\sin((n+1/2)x)}{\sin(x/2)}}}
può essere dimostrata nel modo seguente. Ricordando che la somma di una progressione geometrica è
{\displaystyle \sum _{k=0}^{n}ar^{k}=a{\frac {1-r^{n+1}}{1-r}}.}
Abbiamo in particolare che
{\displaystyle \sum _{k=-n}^{n}r^{k}=r^{-n}\cdot {\frac {1-r^{2n+1}}{1-r}}.}
Moltiplicando sia numeratore che denominatore per r−1/2 abbiamo
{\displaystyle {\frac {r^{-n-1/2}}{r^{-1/2}}}\cdot {\frac {1-r^{2n+1}}{1-r}}={\frac {r^{-n-1/2}-r^{n+1/2}}{r^{-1/2}-r^{1/2}}}.}
Ora se r = eix troviamo
{\displaystyle \sum _{k=-n}^{n}e^{ikx}={\frac {e^{-(n+1/2)ix}-e^{(n+1/2)ix}}{e^{-ix/2}-e^{ix/2}}}={\frac {-2i\sin((n+1/2)x)}{-2i\sin(x/2)}}={\frac {\sin((n+1/2)x)}{\sin(x/2)}}}
che era quello che volevamo dimostrare.